# NGC 2982
NGC 2982 (również OCL 770 lub ESO 262-SC1) – gromada otwarta znajdująca się w gwiazdozbiorze Żagla. Odkrył ją James Dunlop 24 czerwca 1826 roku. Jest położona w odległości ok. 8,6 tys. lat świetlnych od Słońca.